# Software pro počítače ZX Spectrum
Software pro počítače ZX Spectrum označuje software pro osmibitový počítač Sinclair ZX Spectrum. Je možné ho rozdělit do pěti skupin:
- základní programové vybavení v ROM počítačů ZX Spectrum,
- užitkové programy,
- hry,
- hudebně grafická dema,
- ovladače periferií.

## Základní programové vybavení
Základní programové vybavení počítačů ZX Spectrum se nachází v ROM počítače. Základní programové vybavení obsahuje ovládací rutiny klávesnice, reproduktoru, magnetofonu, tiskárny ZX Printer a obrazovky. Dále obsahuje interpret a editor Sinclair BASICu a znakovou sadu. Počítače ZX Spectrum se 128 KiB RAM mají v ROM ještě ovladače pro disk a sériové, příp. i paralelní tiskárny.
Protože pro ZX Spectrum vzniklo mnoho disketových systémů s rozdílným ovládáním, objevila se myšlenka na novou ROM s Matrix OS, který by přístup ke všem vnějším diskovým systémům sjednotil, ovšem tento nikdy nebyl realizován. Kromě vlastního Matrix OS měl existovat i MASH (MAtrix SHell) pro volání jednotlivých služeb, a jak MASH, tak Matrix OS měly být nezávislé na Sinclairově ROM.

## Užitkové programy
I přes hardwarová omezení počítače ZX Spectrum pro něj vznikla široká škála programů z různých oblastí, např.
- textové editory: Tasword, Desktop, D-Text, R-Text, D-Writer, Textmachine, ZX602, ZX603,
- tabulkové kalkulátory: VU-Calc, Omnicalc, Calculus,
- grafické editory: Art Studio, The Artist II,
- hudební editory: Wham!, Orfeus Music Assembler, Soundtracker, SQ-Tracker, Sample Tracker, X-Tracker,[2] ZX-7,
- programy pro práci se zvuky: Edit Sampler,[3]
- programovací jazyky: C,[4] nadstavby Sinclair BASICu Beta BASIC, Laser BASIC, Mega BASIC, Pro-Dos BASIC, Sigma BASIC, EX-BASIC, IMBOS, Basic Sound Extension,
- assemblery procesoru Z80: ZEUS Assembler, Gens, Prometheus,
- databáze: VU-File, Masterfile, Datalog 2 Turbo,
- správci souborů: Tools 40,
- editory fontů.[5]

## Hry
Hry se mezi programy pro ZX Spectrum objevovaly už od vzniku ZX Spectra. Hry pokrývaly všechny možné oblasti, od jednoduchých logických her a textových her přes střílečky a automobilové a letecké simulátory po tahové stragie.
Ke konci éry ZX Spectra zůstal neznámý počet her nedokončený. Mezi takové patří mimo jiné české hry B.A.D. a Revenge. Ke hře B.A.D. bylo v roce 1993 vydáno alespoň hratelné demo. I přes konec éry ZX Spectra ale vznikají i hry nové, v roce 2012 pro ZX Spectrum vzniklo více než 100 her. Podle některých lidí jsou hry pro ZX Spectrum náročnější na hraní než současné hry pro herní konzole.

## Ovladače periférií
Jedinými periferiemi, které mají ovladače umístěné v ROM ZX Spectra jsou klávesnice, kazetový magnetofon a tiskárna ZX Printer. Při připojení jiných periferií je nutné jejich ovladače zpřístupnit z vnějšího média. To je možné dvěma způsoby:
- nahráním ovladače z vnějšího paměťového média,
- vybavením periférie její vlastní ROM, která se v případě potřeby připojí místo ROM počítače.

Vlastní ROM obsahují především disketové řadiče, tiskové interfacy, ale i programovatelný interface pro připojení joysticku Investronica INAXEL Sound & Joystick. Periférie jako Cheetah Sweet Talker, Datel Digital Sound Sampler, Echo Keyboard Music System, Trojan Light Pen či Cambridge Intelligent Joystick měly ovladače uloženy na s nimi dodávaných kazetách.
U specializovaných periférií bývají ovladače součástí jejich obslužných programů, mimo obslužný program je použít nelze.

## Způsoby distribuce programů pro ZX Spectrum

### Magnetofonová kazeta
Nejrozšířenějším médiem pro distribuci programů je magnetofonová kazeta. Vybavení pro nahrávání z magnetofonu je součástí hardware a software všech modelů počítače ZX Spectrum a všech jeho variant vyráběných dalšími výrobci.

### ZX Microdrive
Tento odstavec je překladem odstavce ZX Microdrive na stránce ZX Spectrum software rev. 619268225 anglické Wikipedie.

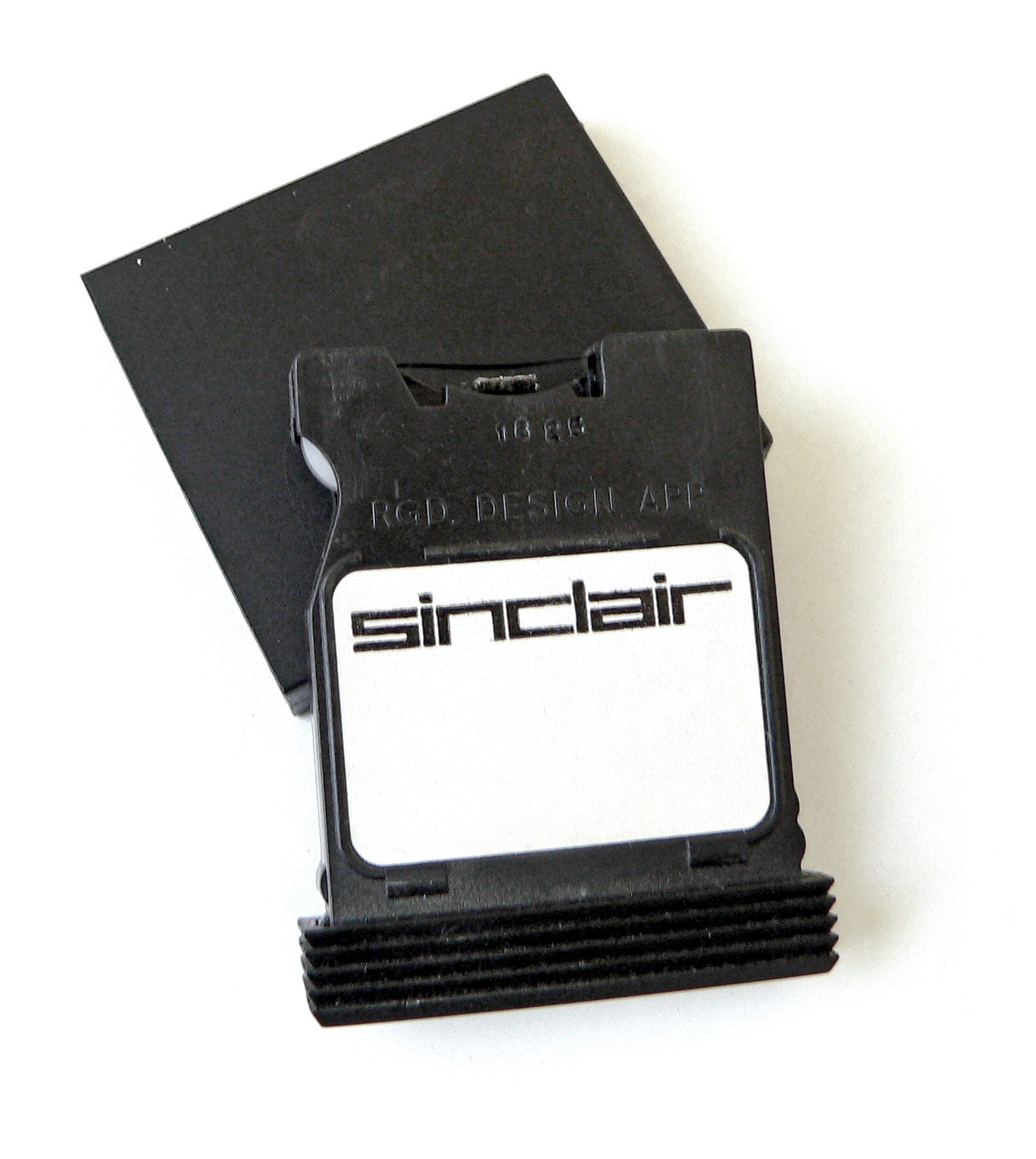
kártridž ZX Microdrive

Systém ZX Microdrive byl uveden na trh v roce 1983 a velmi rychle se stal oblíbeným díky tomu, že mechaniky ZX Microdrive byly levné. Ovšem náklady na média byla pro vydavatelství asi desetkrát vyšší v porovnání s kazetou. Navíc měla média pověst nespolehlivosti. Média ZX Microdrive byla tak využívána jako doplněk ke kazetám, což se týkalo především užitkových programů jako je textový editor Tasword. Není známa žádná hra, která by byla distribuovaná výhradně na ZX Microdrive, některé společnosti ale podporovaly kopírování jejich programů na ZX Microdrive.

### Diskety

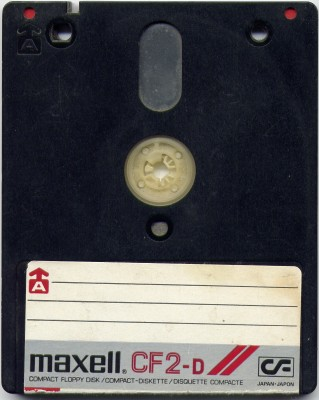
3" disketa

Tato část článku je překladem části Floppy disk na stránce ZX Spectrum software rev. 619268225 anglické Wikipedie.
Pro počítače ZX Spectrum bylo navrženo několik disketových systémů. V západním světě byly nejpopulárnější Disciple a +D vyráběné společností Miles Gordon Technology od roku 1987, resp. 1988. Přes svoji popularitu a spolehlivost danou tím, že používaly standardní disketové mechaniky, nejvíce vydaných programů pro tyto disketové systémy byly užitkové programy. Nicméně, oba systémy měly možnost uložení obrazu paměti, který mohl být nahrán později zpět do paměti ZX Spectra. Oba systémy byly také kompatibilní se syntaxí ZX Microdrive, což usnadňovalo přenos programů na tyto disketové systémy.
Počítač ZX Spectrum +3 byl vybaven 3" disketovou mechanikou a byl úspěšnější, co se týká komerčně vydaných programů – mezi roky 1987 a 1997 bylo vydáno přes 700 programů.
Většina programů vydaných po roce 1989 v Rusku je vydána pro disketový systém Beta Disk Interface, jediný disketový systém, který je v Rusku používán.

### Jiné způsoby distribuce
Tato část článku je překladem části Others na stránce ZX Spectrum software rev. 619268225 anglické Wikipedie.
Kromě už zmíněných médií, programy byly distribuovány také pomocí tištěných médií, časopisů a knih. Převažující jazyk těchto programů je Sinclair BASIC. Čtenář mohl ručně otištěný program přepsat, spustit a uložit ho na kazetu či jiné médium pro pozdější použití. Programy distribuované tímto způsobem byly obvykle jednodušší a pomalejší než programy ve strojovém kódu a postrádaly grafiku. Ovšem brzo se v časopisech objevily také číselné výpisy programů ve strojovém kódu doplněné o kontrolní součty
Méně obvyklým způsobem distribuce bylo rádio nebo televize, např. v Chorvatsku, Srbsku, Slovinsku, Polsku, Československu, Rumunsku, či Brazílii. Během vysílání pořadu byli diváci či posluchači požádáni o připojení magnetofonu k rádiovému nebo televiznímu přijímači a po té byl skrz televizní či rádiový signál šířen program jako audiozáznam.
Jinou neobvyklou metodou distribuce používanou některými časopisy byly pružné gramofonové desky přehrávané na běžném gramofonu.

## Programy pro ZX Spectrum v populární hudbě
Tato část článku je překladem části Spectrum software in popular music na stránce ZX Spectrum software rev. 619268225 anglické Wikipedie.
Několik hudebníků přiložilo programy pro ZX Spectrum na jejich alba. Frontman skupiny Buzzcocks Pete Shelly uložil program pro ZX Spectrum, který obsahoval texty písní a další informace jako poslední stopu na své album XL-1. Punková skupina Inner City Unit přiložila databázi informací o skupině nahratelnou do ZX Spectra na jejich albu New Anatomy vydaném v roce 1984.Ve stejném roce Thompson Twins vydali hru na gramodesce. The Freshies si pohrávali s myšlenkou her pro ZX Spectrum a Aphex Twin použili různé šumy z nahrávaní na jejich albu Richard D. James Album vydaném v roce 1996, nejvíce viditelná byla část obrázku ze hry Sabre Wulf. Shakin' Stevens přiložil jeho hru Shaky Game na konec jeho alba The Bop Won't Stop. Cílem této hry je provést postavu bludištěm a vyhnout se netopýrům. Po dokončení hry je dosažený výsledek zobrazen jako zlatá nebo platinová deska. Hra je mírně motivovaná jednou z písní na albu, písní It's Late.
Pro ZX Spectrum 48K existuje program, který umožňuje přehrávání dvou not současně, který byl pojmenován po v 80. letech populární skupině Wham! a některé z největších hitů této skupiny mohly být přehrávány na ZX Spectru. Program byl nazván Wham! The Music Box a byl vydaný vydavatelstvím Melbourne House.

## Programy pro ZX Spectrum v Rusku
V Rusku a jeho satelitních státech byla zpočátku hlavním způsobem distribuce magnetofonové kazety, později se přešlo na disketový systém TR-DOS a 5,25" diskety. Po jistou dobu byly programy distribuovány také prostřednictvím vysílání v televizním pásmu VHF: v obraze byly vidět tenké proužky a programy bylo možné získat ze zvukového kanálu, kvalita signálu ale byla sporná. Mnoho her se do Ruska dostalo přes Polsko.
Mnoho her ale v Rusku vzniklo, mimo jiné:
- tahové strategie НЛО 2: Дьяволы бездны, The Last Battle, ОВД против НАТО,
- realtimové strategie Чёрный ворон/Black raven, série Империя 2,
- adaptace televizních soutěží Поле Чудес (v několika verzích), Угадай мелодию,
- textové hry Звёздное наследие, TimeCop, Плутония, Chainick: Horror in Flat, Зеркало, řada z nich je variantou her z počítačů PC, např. Season of the Sakura,
- Винни Пух, mnoho pokračování herní série Dizzy a jiné hry ve stylu her Dizzy, např. Операция Р. Р., Crime of the Santa Claus: Deja Vu,
- hry z pohledu shora, jako série Homer Simpson In Russia, Paradise Lost demo a série Viking Quest,
- plošinové hry Elopement, Prince of Persia, Abe's Mission, Lethargy,
- arkády Ice Climber, série Kolobok Zoom,
- 3D akční hry Wolfenstein 2004, Doom beta, Citadel demo,
- deskové hry X-Reversi, Gambit, některé je možné hrát i přes síť,
- puzzle Fire and Ice, Netwalk, Pussy,
- hry zaměřené na rychlosr reakce jako Square Mania,
- a hry jiných žánrů.

Velká část v Rusku vzniklých her byly varianty her z jiných platforem.
První domácí hrou pro ZX Spectrum je Tetris V. A. Baljasova z roku 1986. V současnosti jsou hry pro ZX Spectrum v Rusku vytvářeny nadšenci. Pro urychlení vývoje her různých žánrů jsou dostupné programové balíky jako 3D Construction Kit pro tvorbu 3D her a IF Creator pro interfaktivní knihy, ovšem nejčastěji jsou hry vyvíjeny v assembleru. Také jsou organizovány soutěže v psaní her, např. Твоя Игра, Mini Game Compo, Crap Game Compo, soutěže v rámci některých demopárty, občas jsou tyto soutěže společné pro více platforem.

## Programy pro ZX Spectrum dnes
Tato část článku je překladem části Spectrum software today na stránce ZX Spectrum software rev. 619268225 anglické Wikipedie.
Protože audio kazety mají omezenou životnost, byly programy zdigitalizovány. Jedním z oblíbených programů pro digitalizaci je Taper, který umožňuje připojení kazetového magnetofonu na audio vstup zvukové karty nebo pomocí jednoduchého zařízení na paralelní port PC. Zdigitalizovaný program pak může být spuště v jakémkoliv emulátoru ZX Spectra prakticky na jakékoliv dostupné platformě. Největším archivem programů pro ZX Spectrum je World of Spectrum.
Protože ZX Spectrum bylo levné a jeho používání a programování bylo snadné, ZX Spectrum byl první počítač mnoha programátorů, kteří na něj vzpomínají s nostalgií. Hardwarové omezení ZX Spectra vyžadovalo speciální úroveň kreativity při programování a z tohoto důvodu jsou hry pro ZX Spectrum označované jako kreativní a hratelné i podle současných měřítek. Hry pro ZX Spectrum stále vznikají i přesto, že výroba ZX Spectra samotného byla už dávno ukončena.
Hry pro ZX Spectrum stále inspirují herní vývojáře na modetních platformách, kteří tvoří hry v podobném stylu a s podobnými herními mechanismy, jako mají hry po ZX Spectrum.

## Významní programátoři pro ZX Spectrum
Tento odstavec je překladem odstavce Notable Spectrum developers na stránce ZX Spectrum software rev. 619268225 anglické Wikipedie.
Mnoho současných úspěšných programátorů a vývojových společností začalo své kariéry na ZX Spectru, včetně Davida Perryho ze Shiny Entertainment a Tima a Chrise Stamperových (jako Ultimate Play The Game, nyní známí jako Rare, tvůrci mnoha herních titulů pro herní konzole Nintendo). Mezi další významné programátory her patří Matthew Smith (Manic Miner, Jet Set Willy), Jon Ritman (Match Day, Head Over Heels), The Oliver Twins (Dizzy) a Alan Cox.

## Programy pro práci s programy pro ZX Spectrum na jiných platformách
Převážná většina programů pro práci s programy a daty pro počítače ZX Spectrum existuje pro počítače PC. Mezi tyto programy patří především emulátor počítače ZX Spectrum, nicméně vznikly i specializované programy:
- Spectrum Master je program pro počítače Sharp MZ-800, který umožňuje monitorovat a odlaďovat programy přejaté ze ZX Spectra,[11]
- ZX Spectrum LOAD je program pro počítače Atari, který umožňuje přenos programů a dat mezi počítači Atari a ZX Spectrum.[12] Pro konverzi textových a grafických souborů k němu existuje doplněk ZXS-Convert.